# Музей осетинской литературы имени Коста Хетагурова
Музей осетинской литературы имени Коста Хетагурова — музей, находящийся в историческом центре Владикавказа в Республике Северная Осетия — Алания по адресу Музейный переулок, д. 3. Назван в честь осетинского поэта Коста Хетагурова.

## История
Музей осетинской литературы располагается в здании бывшего Музея Терской области, являющегося объектом культурного наследия России. Строительство здания авторства городского архитектора Ивана Рябикина началось в 1907 году, однако из-за революционных событий и начала Первой мировой войны было приостановлено в 1914 году. Проект полностью не был реализован. До 1921 года в здании находился Музей Терской области.
В 1921 году Музей Терской области был передан под управление Осетинского историко-филологического общества (с 1925 года — Северо-Кавказский НИИ краеведения). В 1930 году Музей Терской области был переименован в Северо-Осетинский областной краеведческий музей. С 1936 года он стал именоваться Республиканским краеведческим музеем.
21 июля 1939 года здание было передано новому Музею осетинской литературы имени Коста Хетагурова. Для Краеведческого музея было выделено другое здание. В настоящее время историческим преемником бывшего Республиканского краеведческого музея является Национальный музей Республики Северная Осетия-Алания, головное здание которого располагается в бывшем особняке купца Ходякова на Проспекте Мира, д. 11.
В 1940 году состоялось открытие нового Музея осетинской литературы.
В настоящее время в музее демонстрируются экспозиции, посвящённые истории развития осетинской литературы.
В здании кроме музея также находится отдел Комитета по охране и использованию объектов культурного наследия Министерства культуры Северной Осетии.